# Pueblo Nuevo (Texas)
Pueblo Nuevo es un lugar designado por el censo ubicado en el condado de Webb en el estado estadounidense de Texas. En el Censo de 2010 tenía una población de 521 habitantes y una densidad poblacional de 345,63 personas por km².

## Geografía
Pueblo Nuevo se encuentra ubicado en las coordenadas 27°29′38″N 99°18′36″O / 27.49389, -99.31000. Según la Oficina del Censo de los Estados Unidos, Pueblo Nuevo tiene una superficie total de 1.51 km², de la cual 1.51 km² corresponden a tierra firme y (0%) 0 km² es agua.

## Demografía
Según el censo de 2010, había 521 personas residiendo en Pueblo Nuevo. La densidad de población era de 345,63 hab./km². De los 521 habitantes, Pueblo Nuevo estaba compuesto por el 96.55% blancos, el 0% eran afroamericanos, el 0.96% eran amerindios, el 0% eran asiáticos, el 0% eran isleños del Pacífico, el 0.96% eran de otras razas y el 1.54% pertenecían a dos o más razas. Del total de la población el 97.7% eran hispanos o latinos de cualquier raza.